# Аймо Койвунен
Аймо Алан Койвунен (на фински: Aimo Allan Koivunen) е финландски войник от Втората световна война.
Ползването от него на стимуланти е първият документиран случай на войник, който е предозирал с метамфетамин по време на битка.

## Биография
Аймо Койвунен е роден в Аластаро на 17 октомври 1917 г. От малко момче мечтае да стане войник. Постъпва във Финландската армия през 1939 г. – в началото на Втората световна война. По онова време се води Зимната война със Съветския съюз и положението е ожесточено. Той е сред многото войници, нагърбени със задачата да защитават страната от Червената армия.
Натоварен е да патрулира заедно с други финландски войници, разгромени са от съветските войници и са принудени да се разделят. Дълги часове се придвижва изплашен през смразяващите зимни гори до умора.
Носи в себе си хапчетата на екипа си. Тези хапчета на име Первитин са метамфетамин. Тази дрога е опасна за човека, но по онова време е ползвана на бойното поле, за да поддържа изтощените войници. Той поглъща всичките хапчета, които притежава, за да събере достатъчно енергия да продължи по пътя си. Дневната препоръчителна доза била по 1 хапче, но в паниката изсипва цялото съдържание на кутията. След кратко време от около няколко минути ефектът на дрогата започва да се усеща и младият войник започва най-странното приключение на живота си.
Първоначално припада от голямата доза, но когато се събужда, започва да халюцинира. Гледката пред него се слива. Не знае накъде отива, но продължава неуморно напред. Без други провизии и оръжие разчита единствено на това да бъде по-бърз от врага си. По пътя си изгубва съзнание много пъти, събужда се на различни места.
В един момент забелязва запален огън, ограден от хора, и се насочва към него за помощ. По времето на Втората световна война Финландия е в съюз с Нацистка Германия и той решава, че това са германски войници. Зарадван, той се запътва към лагера, но осъзнава, че е попаднал на съветски войници. Движи се обаче с такава висока скорост със ските си, че профучава през тях и продължава пътя си. Те са толкова изненадани от случката, че дори не се опитват да тръгнат след него, защото бързо изчезва от погледа им.
През времето, когато не бяга от враговете си, се засища с вода и борови игли. В продължение на няколко дни дрогата го кара да халюцинира всякакви неща. В един момент си мисли, че се бори с върколак, който в действителност е боров клон. По пътя си стъпва на мина, която лошо ранява крака му. Раната е толкова дълбока, че костите му се показват, но заради дрогата дори не усеща болката. После попада на друга мина, която го ранява сериозно и изпада в безсъзнание. Намерен е от финландски войници и те го завеждат в болница, където му помагат да се възстанови.
Лекарите установяват, че 42-килограмовият Койвунен е успял сам да измине 400 километра за 2 седмици, а сърцето му бие 200 удара в минута под влиянието на метамфетамина. Изненадващото е, че той не само оцелява при всичко това, но и доживява до 71 години.